# 一燈園小学校・中学校・高等学校
一燈園小学校・中学校・高等学校（いっとうえんしょうがっこう・ちゅうがっこう・こうとうがっこう）は、京都府京都市山科区四ノ宮柳山町にある私立小学校・中学校・高等学校。学校法人燈影学園が運営する。

## 沿革
- 1924年 - 宗教家の西田天香が、燈影塾を創設。
- 1930年 - 小学部、幼稚部を設置。
- 1933年 - 小学部が燈影尋常小学校となる。
- 1947年 - 小学校高等科と青年学校普通科が新制中学校に移行し、燈影学園小学校・中学校となる。
- 1951年 - 学校法人燈影学園が認可され、一燈園小学校・中学校となる。
- 1952年3月31日 - 高等科が一燈園高等学校に認定される。
- 1967年 - いずみ幼稚園が認可される。

## 学科
- 普通科

## 特色
- 1学年の定員が極めて少なく、高等学校からの募集は20人である。この数は日本の高校の1クラスの一般的な人数（約40人）の半分程度である。これにより、歴史の長い学校の割に卒業生は少ない。
- OBに倉田百三、北山高与志 (キックボクサー) 、大橋良介がいる。